# Víctor Manuel Mendoza
Pour les articles homonymes, voir Mendoza.
Víctor Manuel Mendoza est un acteur mexicain, de son nom complet Víctor Manuel Mendoza López, né le 19 octobre 1913 à Tala (État de Jalisco), mort le 19 juillet 1995 à Mexico.

## Biographie
Víctor Manuel Mendoza contribue à soixante-six films sortis entre 1937 et 1991, majoritairement mexicains, dont Los Olvidados (1950, avec Miguel Inclán) et Susana la perverse (1951, avec Fernando Soler) de Luis Buñuel. 
S'y ajoutent trois westerns américains, Le Jardin du diable d'Henry Hathaway (1954, avec Gary Cooper, Susan Hayward et Richard Widmark), Cow-boy de Delmer Daves (1958, avec Glenn Ford, Jack Lemmon et Anna Kashfi) et L'Aventurier du Rio Grande de Robert Parrish (1959, avec Robert Mitchum, Julie London et Gary Merrill), ainsi que quelques coproductions, dont le drame franco-mexicain Les Orgueilleux d'Yves Allégret (1953, avec Michèle Morgan et Gérard Philipe) et la comédie dramatique italo-espagnole ¡Ay, Carmela! de Carlos Saura (son avant-dernier tournage, 1990, avec Carmen Maura).
Durant sa carrière, il gagne deux prix Ariel, d'abord du meilleur acteur dans un second rôle en 1948, puis du meilleur acteur en 1957 — pour Le Vœu d'Alfredo B. Crevenna (1956, avec Lilia Prado) —.

## Filmographie partielle
(films mexicains, sauf mention contraire ou complémentaire)
- 1937 : Almas rebelde (en) d'Alejandro Galindo
- 1938 : Mientras México duerme d'Alejandro Galindo
- 1941 : ¡Ay Jalisco, no te rajes! (en) de Joselito Rodríguez
- 1942 : Simón Bolívar (en) de Miguel Contreras Torres
- 1943 : ¡Qué lindo es Michoacán! (es) d'Ismael Rodríguez
- 1943 : Sang et Volupté (en) (Santa) de Norman Foster et Alfredo Gómez de la Vega
- 1945 : Los amores de un torero de José Díaz Morales
- 1946 : Recuerdos de mi valle de Miguel Morayta
- 1946 : La Perverse (Pervertida) de José Díaz Morales
- 1947 : Los tres García (en) d'Ismael Rodríguez
- 1947 : Cuando Iloran los valientes d'Ismael Rodríguez
- 1948 : Mi madre adorada (en) de René Cardona
- 1949 : Bamba de Miguel Contreras Torres
- 1949 : La panchita d'Emilio Gómez Muriel
- 1950 : Los Olvidados de Luis Buñuel
- 1950 : Tacos joven de José Díaz Morales
- 1951 : Susana la perverse (Susana) de Luis Buñuel
- 1951 : La tienda de la esquina de José Díaz Morales
- 1952 : María del Mar de Fernando Soler
- 1952 : Cartas a Ufemia de José Díaz Morales
- 1953 : Les Orgueilleux d'Yves Allégret (film franco-mexicain)
- 1953 : Reportaje (en) d'Emilio Fernández
- 1954 : Le Jardin du diable (Garden of Evil) d'Henry Hathaway (film américain)
- 1955 : El túnel 6 de Chano Urueta
- 1956 : Le Vœu (Talpa) d'Alfredo B. Crevenna
- 1956 : La doncella de piedra de Miguel M. Delgado
- 1958 : Cow-boy (Cowboy) de Delmer Daves (film américain)
- 1959 : L'Aventurier du Rio Grande (The Wonderful Country) de Robert Parrish (film américain)
- 1960 : La sombra del caudillo de Julio Bracho : général Elizondo
- 1961 : Les Frères Del Hierro (Los hermanos Del Hierro) d'Ismael Rodríguez : Fidencio Cruz
- 1967 : La soldadera de José Bolaños
- 1969 : El caballo bayo de René Cardona et Tito Novaro
- 1969 : Aventuras de Juliancito d'Alberto Mariscal
- 1971 : Las puertas del paraíso de Salomón Laiter
- 1975 : La otra virginidad de Juan Manuel Torres
- 1977 : Traigo la sangre caliente de Gilberto Gazcón
- 1982 : La combi asesina d'Alberto Mariscal
- 1984 : Historia de una mujer escandalosa de Gustavo Alatriste
- 1991 : ¡Ay, Carmela! de Carlos Saura (film italo-espagnol)

## Récompenses
- Deux prix Ariel gagnés :
  - En 1948, catégorie meilleur acteur dans un second rôle, pour Cuando Iloran los valientes ;
  - Et en 1957, catégorie meilleur acteur, pour Le Vœu.